# Historia corporis humani sive Anatomice
Historia corporis humani sive Anatomice est un traité d'anatomie de l'Italien Alessandro Benedetti composé vers 1497 et publié cinq ans plus tard. On y trouve au premier chapitre la première description connue d'un théâtre anatomique et au dernier chapitre un éloge de la dissection intitulé « De laude dissectionis ».

Historia corporis humani

Soigneusement construit d'un point de vue rhétorique, il entend transmettre, d'après l'historien et épistémologue Rafael Mandressi, une version de l'anatomie grecque de Galien épurée de toute contamination arabisante ou issue du Moyen Âge. De fait, « la préface dédiée à Maximilien de Habsbourg est l'occasion pour Benedetti de dévoiler sa piètre estime pour les auteurs médiévaux, coupables à ses yeux d'avoir corrompu le latin médical par l'incorporation de mots barbares, c'est-à-dire de termes d'origine arabe introduits par les traducteurs. »